# Championnats d'Europe de char à voile 2002
Navigation
2001 2003
Les 40e championnats d'Europe de char à voile 2002, organisés par le pays hôte sous l'égide de la fédération internationale du char à voile, qui devaient se dérouler à Lytham St Annes en Angleterre ont été annulés.